# Île Emerald
Pour les articles homonymes, voir Emerald.

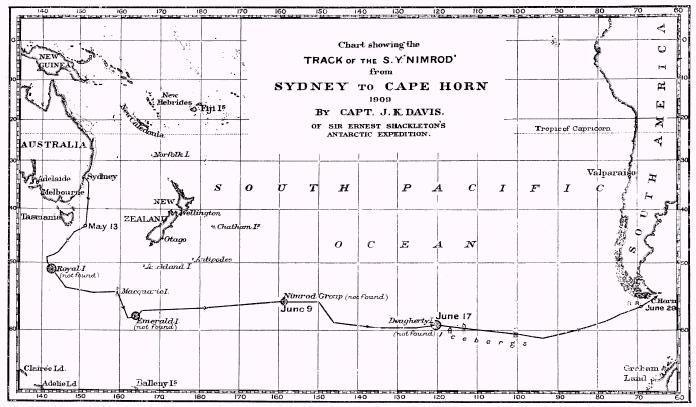
Recherches du S. Y. Nimrod d'îles fantômes dans le Pacifique Sud, dont l'île Emerald, en 1909

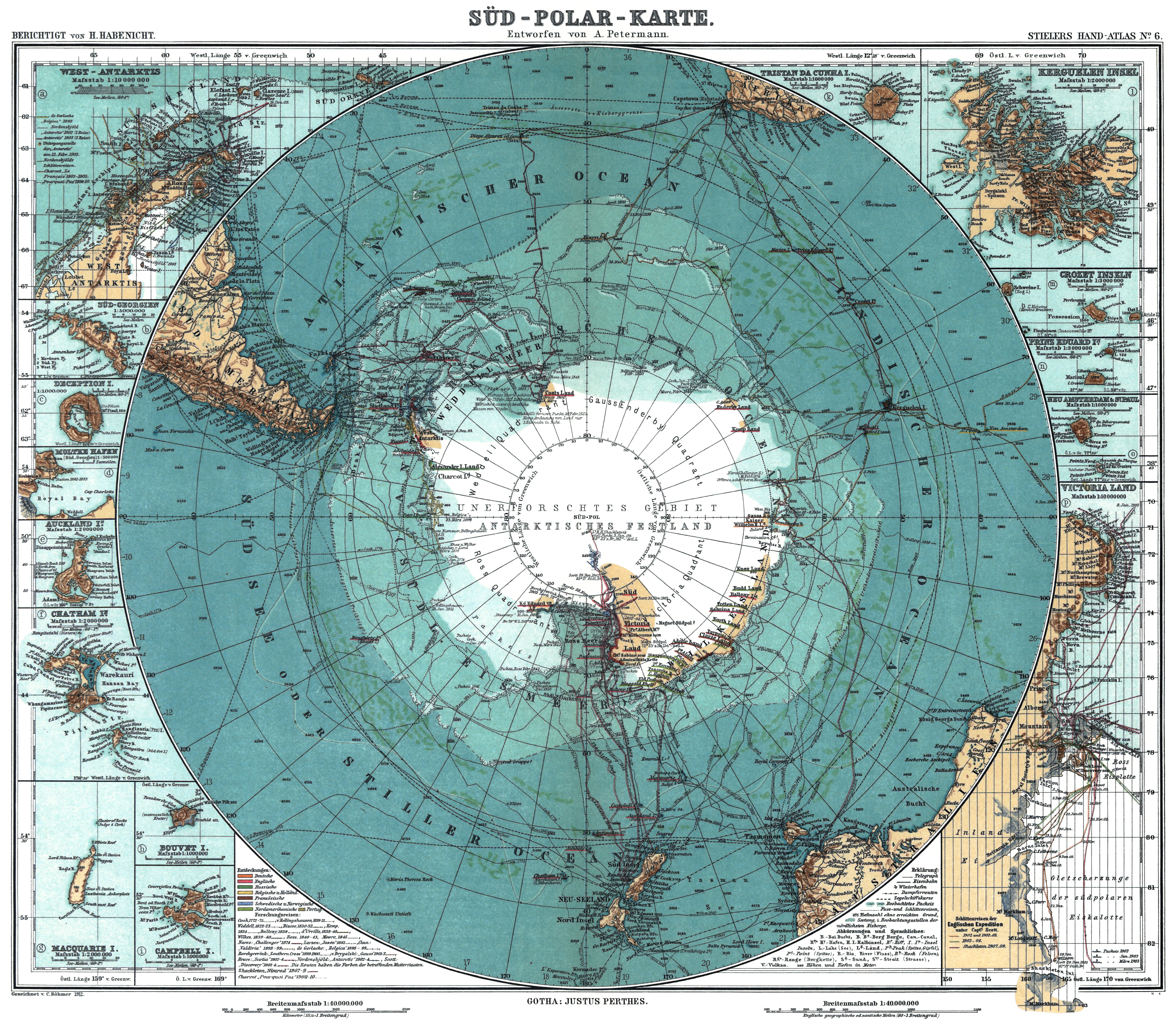
Carte allemande de 1912 montrant l'île Emerald au sud de l'ile Macquarie

L' île Emerald ou île Émeraude est une île fantôme que des explorateurs du navire éponyme avaient située entre l'Australie et l'Antarctique au sud de l'île Macquarie en décembre 1821. Elle était supposée être une petite île montagneuse à 57 ou 57° 30' de latitude sud et 162° de longitude est.